# Onezyfor (postać biblijna)
Onezyfor cs. Apostoł Onisifor – żyjąca w I wieku postać biblijna, święty katolicki i prawosławny, uczeń św. Pawła.
Według apokryficznych Acta Pauli et Theclae pochodził z Iconium (współcześnie Konya). Postać Onezyfora, ucznia apostoła Pawła wymieniana w Nowym Testamencie, w drugim liście adresowanym do Tymoteusza (2Tm 1, 16; 4, 19 BT). Towarzyszył apostołowi już w Efezie okazując wielkie zaangażowanie i pomoc. Nie opuścił Pawła, który zaliczał go do grona przyjaciół, także w czasie uwięzienia apostoła w Rzymie. Rychła śmierć Onezyfora stała się świadectwem modlitw za zmarłych, jakie odmawiano w pierwszych gminach chrześcijańskich.
Onezyfor zaliczany jest do grona Siedemdziesięciu dwóch wysłańców Jezusa Chrystusa. Wprowadzony do martyrologium przez Ado z Vienne i wspominany jest w Kościele katolickim 6 września.
W Kościele prawosławnym świętego wspomina się 8 grudnia, 7 września, 28 kwietnia, 30 czerwca (razem z Porfiriuszem), zaś w grupie siedemdziesięciu dwóch apostołów  4/17 stycznia.